# 세계 일주
세계 일주(世界一周, 영어: circumnavigation)는 세계를 한 바퀴 도는 것이다.

## 정의

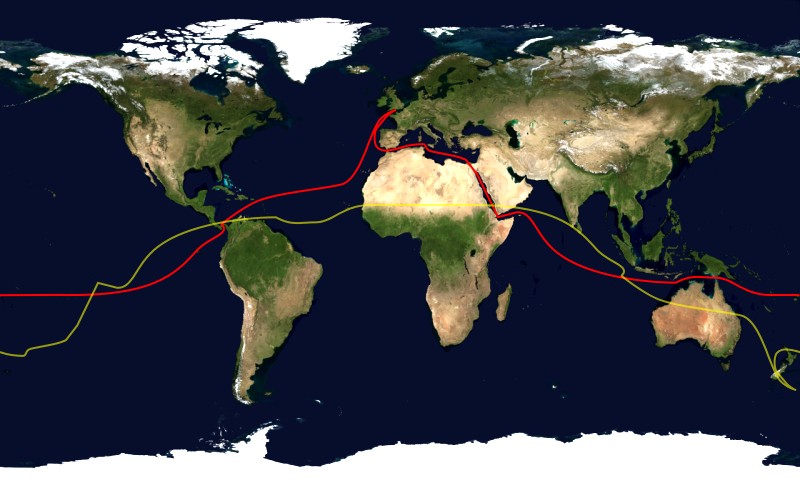
붉은 선 지역이 현대의 표준적인 세계 일주 항로 (배의 경우). 수에즈 운하와 파나마 운하를 통과한다. 노란 선은 붉은 선 지역의 대척지.

세계 일주의 기본 정의는, 어느 지점과 그 대척지 (지구의 반대측이 되는 지점)의 양쪽 모두를 통과하는, 큰 원을 그리는 경로이다.실제로는, 수단에 근거하는 제한 등 때문에, 전술의 기본 정의와는 약간 다른 정의가 이용된다.
그 밖에도 '모든 자오선을 횡단해 출발지로 돌아온다' '오대륙 모두를 경유해 출발지로 돌아온다' 등 여러 가지 것이 있다. 모든 자오선을 횡단한다고 말하는 것이면, 예를 들면북극점이나 남극점의 회전을 일주하는 것도 달성되지만, 이것은 세계 일주로 불리지 않는 것이 많다.
부유층에서는, 19세기에는 세계 일주 여행이 가능해져, 그 경로는 율리시스 S. 그랜트가 간 것과 같고, 또 세계대전 시간에 많은 병사가 수송된 경로이기도 하다. 후에 기술적 진보와 수입의 증가에 의해, 이 여행은 일반층에서도 가능한 것이 되었다.

### 배에 의한 세계 일주
오른쪽의 지도에서 붉게 그려진 선이, 무역풍과 수에즈, 파나마 양운하를 이용하는, 표준적인 범선 세계 일주 항로이다 (노란 선은 붉은 선 지역의 대척지). 항로가 거의 큰 원으로, 대체로 있는 지점과 그 대척지를 지나고 있는 것을 간파할 수 있다. 많은 선원이 이 항로에 따랐다. 무역풍을 이용하는 것으로 항해가 용이하게 되어, 또 가능한 한 바람의 온화한 해역을 지나게 되어 있다.

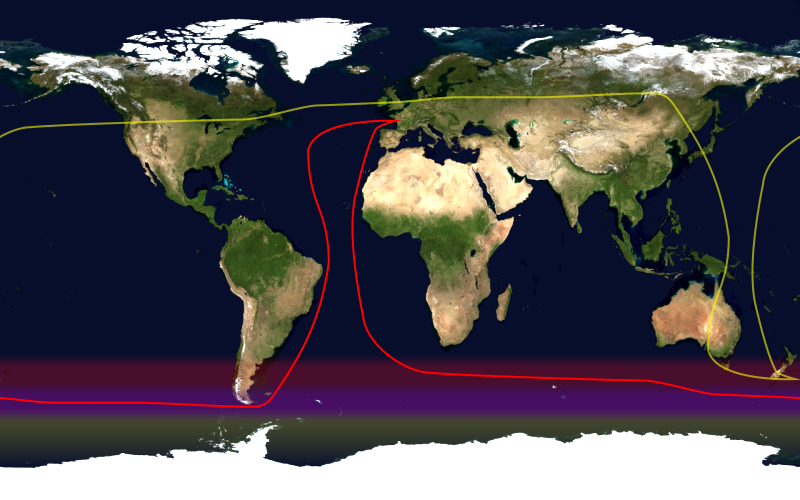
붉은 선 지역이 요트 레이스에서의 표준적인 세계 일주 항로. 황선은 그 대척지.

요트 레이스에서는, 이러한 대원을 그리는 항로는 현실적이지 않다. 특히 논스톱 레이스에서는, 수에즈, 파나마 양운하의 이용은 불가능하다. 따라서 요트 레이스에서의 세계 일주의 정의는, '적도를 넘고, 모든 경선을 같은 방향으로 통과해, 출발지와 같은 항구로 돌아오는, 길이 21,600리 (40,000 km) 이상의 항로'라고 여겨진다.왼쪽의 지도는 붉은 선 지역이 바데·글로브의 세계 일주 루트, 황선은 그 대척지이다. 완전히 대척점을 통하지 않는 것을 간파할 수 있다. 남반구의 풍향은 서풍이 지배적이기 때문에, 동쪽을 목표로 하는 루트보다 서쪽을 목표로 하는 루트가 난이도가 높다. 사각돛의 배에서는 더욱 더 그러하다.
1922년에 시작한 라코니아 (큐나드 라인)의 세계 일주 여행에 의해, 수천인이 우아한 뱃여행으로 세계 일주를 달성했다. 이 뱃여행은 통상, 뉴욕이나 사우샘프턴을 출발해, 서쪽을 향하는 항로였다. 태평양에 들어갈 때의 루트로서는, 카리브해로부터 파나마 운하를 통과하는 것과 혼곶을 도는 것이 있었다. 또 유럽에의 귀로도, 수에즈 운하를 다니며 지중해에 들어가는 경우와 희망봉을 돌아 아프리카 서해안을 북상하는 경우가 있었다. 이러한 뱃여행의 골은, 출항지로 돌아오는 것이다.

### 공로에서의 세계 일주
현재 세계 일주로 이용되는 가장 일반적인 교통 수단은 항공기에 의한 것이다.
상업 항공 개발에 의해, 몇 만의 사람이 공로에서의 세계 일주를 달성하게 되었다. 단일의 항공 회사에 의한 환승 노선 (세계 일주 노선)이나, 단일의 항공 회사 또는 항공 연합에 의한 환승 항공권 (세계 일주 항공권)의 형태로 일반의 여행객에도 제공되어 오늘날에는 용이하게 실행 가능하다.
공로에서의 세계 일주에 즈음해서는, 세계의 대기 순환 패턴, 특히 제트 기류를 고려하게 된다. 제트 기류는 적도를 넘는 것이 없고, 각각 북반구·남반구 안에서 순환하고 있다. 그 때문에, 공로에서의 세계 일주는, 적도를 넘는 것이나, 대척지를 지나는 것으로 한 조건은 설정되지 않는다. 예를 들어 스티브 포셋트의 열기구로의 세계 일주는, 남반구 안에서 완결했다.
동력을 가지는 항공기의 세계 일주 기록 조건은, 모든 자오선을 통과해 출발지로 돌아오는, 거리 36,787.559 km (22,858.729마일. 이것은 북회귀선의 길이) 이상의 코스이다. 또, 코스의 제어점은 북극권, 남극권의 외측에 놓여지지 않으면 안 된다고 여겨진다.
기구에서는, 바람의 영향이 크기 때문에, 한층 더 조건이 완화된다. 모든 자오선과 양극권의 외측에 있는 체크 포인트를 통과하는, 반경 3,335.85 km (2,072.80마일) 이상의 코스에서, 안쪽에 극점을 포함하는 것이다 (극점을 중심으로 할 필요는 없다).

### 인력으로의 세계 일주
인력으로의 완전한 세계 일주는 아직도 아무도 달성하고 있지 않다. 다만, 기네스 월드 레코즈는 2006년판으로 인력으로의 세계 일주에 관한 가이드 라인을 발표하고 있다. 거기서 나타난 조건은, 거리 36,787.559 km (북회귀선의 거리) 이상으로 적도를 대로, 출발 지점과 완전하게 같은 장소로 돌아오는 것이다. 대척지를 지날 필요는 없다. 기네스가 가이드 라인을 설정하고 나서 오늘까지, 인력 세계 일주의 달성자는 없다.
자전거나 도보로 세계를 일주한 사람은 있다만, 해양은 공로에서 넘고 있어 해양을 제외한 이동거리는 기네스의 가이드 라인을 밑돈다.

### 관광 여행으로서의 세계 일주
1816년에 미국의 블랙 볼 라인 회사가 뉴욕과 영국 리버풀 사이의 대서양 항로의 정기선 운항을 개시해, 그 후, 파나마 경유의 뉴욕·샌프란시스코 항로를 운항하고 있던 미국의 퍼시픽 메일 회사가, 1867년 1월 1일부터, 샌프란시스코·요코하마·홍콩을 잇는 정기선의 태평양 항로를 개설했다. 이에 의해, 영국 등 유럽으로부터 동쪽 회전으로 동아시아에 진출하고 있던 항로와 태평양 항로가 요코하마·홍콩에서 합체하게 되어, 정기 증기선 항로를 갈아타는 것에 의해서 누구라도 지구 일주 여행이 가능하게 되었다. 1869년에 수에즈 운하와 미국 대륙횡단철도가 완성되면, 세계 일주 여행은 한층 더 용이하게 되었다. 이에 의해, 상업적인 세계 일주 여행이 시작되어, 길게 서양에 베일을 닫고 있던 일본이 개국했던 바로 직후였던 것도 있어, 19세기말에는 구미의 모험가나 유복한 관광객의 새로운 여행지로서 일본이 인기가 되었다.
토마스 쿡은 1872년에 세계 최초의 세계 일주 단체여행을 감행했다. 9월 26일에 8명의 단체객으로 리버풀로부터 배로 뉴욕에 가, 철도로 샌프란시스코에, 배로 요코하마에, 도쿄 주변을 본 후, 배로 오사카, 나가사키, 상하이, 싱가포르, 마드라스, 캘커타까지 가, 철도 여행을 한후 봄베이로부터 배로, 홍해, 수에즈 운하, 지중해를 다니며, 철도로 리버풀에 돌아왔다. 222일 간의 여행이었다. 이전에 쥘 베른의 '80일간의 세계 일주'가 출판된 적도 있어, 세계 일주 여행열이 가속해, 넬리 블라이, 엘리자베스 나사랜드, 조지 프랜시스 트레인, 조지 그리피스 등, 시간을 겨루는 세계 일주 여행자도 나타나게 되었다.
항공기가 대중화된 이후에는 누구나 돈과 여권만 있으면 세계일주가 가능하게 되었으며, 지구 반대편으로 운항하는 경우 동일한 노선에 의해 세계일주를 할 수도 있고, 캥거루 루트나 서던 크로스 루트를 같이 이용하는 등 왕편과 복편의 항공권을 다르게 뽑으면 세계일주가 가능한 경우도 있다. 동아시아에서도 남아메리카를 갈때 중동 경유편과 북미 경유편을 각각 타는 방법으로 한번의 여행만으로 세계일주를 할 수 있다. 또한 화물기를 중간 경유지를 거쳐 세계일주 형태로 운항하기도 한다.

## 저명한 세계 일주
세월은 행해진 기간을 말한다.

### 해로
- 마젤란-엘카노 주항: 후안 세바스티안 엘카노, 안토니오 피가페타 등 18명이 인류 첫 세계 일주를 달성. 1519년 - 1522년. 마젤란 함대의 원정에 참가. 마젤란은 도중 세부섬에서 1521년 4월 27일에 죽어 마젤란 함대의 지휘관은 여러 가지 바뀌지만, 에르카노가 마지막 지휘를 한 빅토리아호가 1522년 9월 8일 스페인의 산르칼 데 바라메다에 귀환. 에르카노와 빅토리아호의 승무원계 18명이 인류 최초의 세계 주항 달성자가 되었다.[10] 또한, 마젤란의 노예 엔리케는 말레이 제도에서 태어나 믈라카 제도에서 마젤란의 노예가 된 뒤 스페인으로 가서 마젤란의 세계일주에 참여하다가 세부섬에서 고향으로 돌아가기위해 행렬을 이탈했는데, 고향으로 돌아갔을 것으로 보고 세계 최초의 세계일주자로 보는 설도 있다.[11]
- 안드레스·데·우르다네이타 . 1525년 - 1528년 .  로아이사 원정대에 참가, 원정대의 대부분이 사망해 원정이 실패한 안, 1528년에 귀환.
- 프랜시스·드레이크 . 1577년 - 1580년 . 영국의 세계 일주 함대를 지휘.
- Martin Ignacio de Loyola . 1580년-1584년 및1585년 - 1589년 . 세계 일주를 2회 달성한 최초의 인물이며, 다를 방향(서회전과 동쪽 회전)으로의 세계 일주 달성자로서도 최초의 인물.
- Pedro Cubero . 1670년 - 1679년 . 육상을 포함한 세계 일주로서는 처음.
- 윌리엄·댄 피어 . 1679년-1691년, 1703년 - 1707년, 1708년 - 1711년 . 세계 일주를 3회 달성한 최초의 인물.
- John Byron (와)과 HMS Dolphin . 1764년 6월 - 1766년 5월 . 2년이 채 안되는 기간으로의 세계 일주로서는 처음.
- 루이·안토와느·드·브간비르 . 1766년 □1769년 . 프랑스에 의한 최초의 세계 일주이며, 승무원의 식물학자쟌느·바레 ( Jeanne Bare)는 세계 일주를 달성한 최초의 여성이 되었다.
- 제임스·쿡 . 1768년 - 1769년 . 2회의 세계 일주를 달성, 3번째의 도상에서 사망.
- HMS Driver . 증기선에 의한 세계 일주로서는 처음. 1847년 달성.
- Argo . 증기선에 의한 의도적인 세계 일주로서는 처음. 1853년 달성.
- Corvette Zaragoza . 1896년 - 1897년 . 멕시코의 함선 및 승무원에 의한 첫 세계 일주.
- Joshua Slocum . 1895년 - 1898년 . 단독 항해로의 최초의 세계 일주.
- Vito Dumas . 1942년 . 단독 항해로 3대미사키 (을)를 통과하는 경로로서는 처음. 또 단독 항해로의 혼곶 통과 성공예로서 처음.
- 미국 해군 원자력 잠수함 트라이 톤 . 1960년 . 잠수함에 의한 최초의 세계 일주.
- Francis Chichester . 1966년 - 1967년 . 단독 항해에 의한다 클리퍼-항로 (으)로의 세계 일주로서 처음, 또 단독 항해로의 최단 세계 일주(9개월과 1일).
- Robin Knox-Johnston . 1968년 - 1969년 . 무기항 단독 항해의 세계 일주로서 처음.
- Serge Testa . 1984년 - 1987년 . 가장 작은 배에 의한 세계 일주.

이 외 , 중국의 탐험가 정화가 최후 2회의 항해로 세계 일주를 완수했다는 설이 있다. 정화는 현대의 서양식선보다 거대한 배로 구성된 함대를 지휘해 대규모 항해를 실시했지만, 오랫동안 서양 세계에 알려지지 않고, 또 그가 아프리카 이서로 도달한 증거는 남아 있지 않다. 학자의 상당수는, 정화는 세계 일주를 완수하지 않았다고 보고 있다.

### 공로
- 미국 공군 (전신인 미국 육군 항공부 시대). 1924년 .  최초의 공로에서의 세계 일주 . 175일간으로 44,360 km (27,340마일)를 날았다. 적도는 통과하지 않고, 남반구에는 들어가 있지 않다.
- 윌리·포스트 . 1933년 7월 . 공로·단독으로의 세계 일주로서 처음.
- 미국 공군 B-50A 형태전략폭격기 'The Lucky Lady II'. 1949년 . 최초의 무착륙 세계 일주. 공중 급유에 의했다.
- Archie J. Old, Jr. . 1957년 . 최초의 공로 무착륙 세계 일주를 지휘.
- Jerrie Mock. 1964년. 여성에 의한 공로 세계 일주로서 처음.[13]
- 딕·르탄 (와)과 지나·이가 . 1986년 12월 . 최초의 무착륙무보급 세계 일주. 르탄보이쟈 (을)를 참조.
- 스티브·포셋트 . 2005년 3월 3일 . 최초의 단독 무착륙무보급 세계 일주. 67시간에 37,000 km를 날았다.
- Barrington Irving . 2007년 3월 - 6월 . 항공기에 의한 단독 세계 일주의 최소 연령 기록.

### 복합적 수단
- 죠반니·프란체스코·제메리·카레리 . 1693년 - 1698년 . 공공 교통기관 그리고 세계 일주 했다. 백 파커의 시조라고도.
- 네리-·브라이 . 1889년 11월 14일 - 1890년 1월 25일 . 여성 첫 단독 세계 일주 여행.
- David Kunst . 1970년 6월 - 1974년 10월 . 도보로의 세계 일주가 최초로 확인된 인물. 다만,  Kinga Freespirit (이)나 Ludovic Hubler 들 수명도 달성을 주장하고 있다.
- Robert Garside. 1997년 - 2003년. 주행에 의한 세계 일주가 증명된 최초의 인물. 2062일에 48,000 km (30,000마일), 29개국, 6대륙을 달렸다.[14]
- Jesper Olsen (2004년) ,  Colin Angus (2006년) ,  Rosie Swale-Pope (2008년) . 완전하게 인력으로의 세계 일주를 달성했다고 여겨지지만, 기네스의 가이드 라인에 따른 확인은 행해지지 않은틀:요점 출전.
- 사이 간표 . 2008년 12월 17일 - 2011년 1월 21일 . 요트와 마라톤에 의한 세계 일주(엄밀하게는, 요트에 의한북태평양 · 북대서양 횡단과 마라톤에 의한북아메리카 대륙 · 유라시아 대륙 횡단이며, '적도를 통과한다'라고 하는 기네스의 가이드 라인을 채우지 않았다). 자세한 것은어스 마라톤 (을)를 참조.

### 일본인에 의한 세계 일주
세계 일주를 행한 최초의 일본인은, 센다이의 뱃사공인 츠다유 (1744년 - 1814년 7월 29일), 의식 효에(히로시), 타쥬우로우, 및 사헤이의 4명이라고 되는 일이 있다.
간세이 5년 11월 21일, 센다이의 뱃사공 츠다유 등 16명은 에도에 운송하는 양식을 와카미야환에 실어 이시노마키 항구를 출발했지만 폭풍을 당해 표류해, 다음 해 6월 상순, 알류샨 열도에 표착. 10개월 남짓의 체재의 뒤, 다음 해 4월 상순 출발, 6월에 오호츠크에 상륙했다. 8월부터 다음 해 여름까지의 사이에, 일행은 3도로 나뉘어 시베리아 두메 산골에 들어가, 이르쿠츠크에서 합류, 도우지의 관리의 보호를 받으면서 간세이 8년부터 교와 2년까지 체재했다. 황제로부터 상경의 생명을 받아 3월에 출발, 시베리아를 횡단해 4월에 페테르부르크에 들어갔지만, 그 때 3명은 이미 병사해, 3명은 도중의 거리에서 낙오했다.
일행은 손님으로서 환대되어 황제에 알현이 용서되었다. 5명을 남기고, 츠다유, 의식 효에, 타쥬우로우 및 사헤이의 4명과 사절 니콜라이 레자노프의 통역으로 임명된 젠로쿠는 나데쥬다호에 승선해, 6월 발트해로부터 대서양에 나왔다. 카나리아 제도를 거쳐 브라질에 들러, 다음 분카 원년에 태평양에 들어가, 마르키즈 제도, 하와이 제도를 거쳐 캄챠카에 도착. 젠로쿠는 여기서 하선했지만, 나데쥬다호는 동년가을에 남쪽 항해해 9월에 나가사키에 도착했다. 사절의 목적인 통상조약의 체결에는 이르지 않았지만, 4명은 나가사키 옛날 지방을 수비한 군대에 거두어 져 또한 다테씨에 인도해져 문화 12년 12월말, 에도 잔디의 다테 저택에 들어갔다. 여기서 조사를 다시 받은 후, 다음 해에 귀향했다.
이 세계 일주는 마젤란의 약 280년 후, 전후 13년에 걸친 것이었다.

## 참고 문헌
1. ↑  Definition of a Circumnavigation
2. ↑  World Sailing Speed Record Council Rules 2005□2008, sec.  26, Record Courses
3. ↑  “FAI Sporting Code Section 2: Powered Aerodynes: Speed around the world non-stop and non-refuelled”. 2011년 9월 3일에 원본 문서에서 보존된 문서. 2012년 7월 2일에 확인함.
4. ↑  “FAI Sporting Code Section 1: Aerostats: Around-the-World Records”. 2008년 10월 21일에 원본 문서에서 보존된 문서. 2008년 10월 21일에 확인함.
5. ↑  “About Circumnavigations”. 2013년 1월 20일에 원본 문서에서 보존된 문서. 2014년 12월 27일에 확인함.
6. ↑  en:Category:Pedestrian circumnavigators of the globe
7. ↑  United States Congressional serial set, Issue 28101891
8. 1 2 3  요코하마에의 또 하나의 길: 태평양 항로를 둘러싼 미국과 영국의 경합 보관됨 2014-10-25 - 웨이백 머신소노다영홍, 국제 일본 문화 연구 센터, 2006.11. 30.
9. 1 2 3 4 5  Allen, Hockley. “Globetrotters in Japan”. 매사추세츠 공과대학. 2014년 10월 19일에 확인함.
10. ↑  ('마가랄이스 최초의 세계 일주 항해', 안토니오 피가펫타
11. ↑  트바이크 '마젤란'pp. 213-214
12. ↑  Finlay, Robert (2004). “How Not to (Re)Write World History: Gavin Menzies and the Chinese Discovery of America”. 《Journal of World History》 15: 229. doi:10. 1353/jwh. 2004.0018 |doi= 값 확인 필요 (도움말).
13. ↑  Jerrie Mock: Record-Breaking American Female Pilot
14. ↑  Around-World Runner Honoured 보관됨 2007-09-29 - 웨이백 머신(뉴욕 포스트)